# Призма Синаххериба

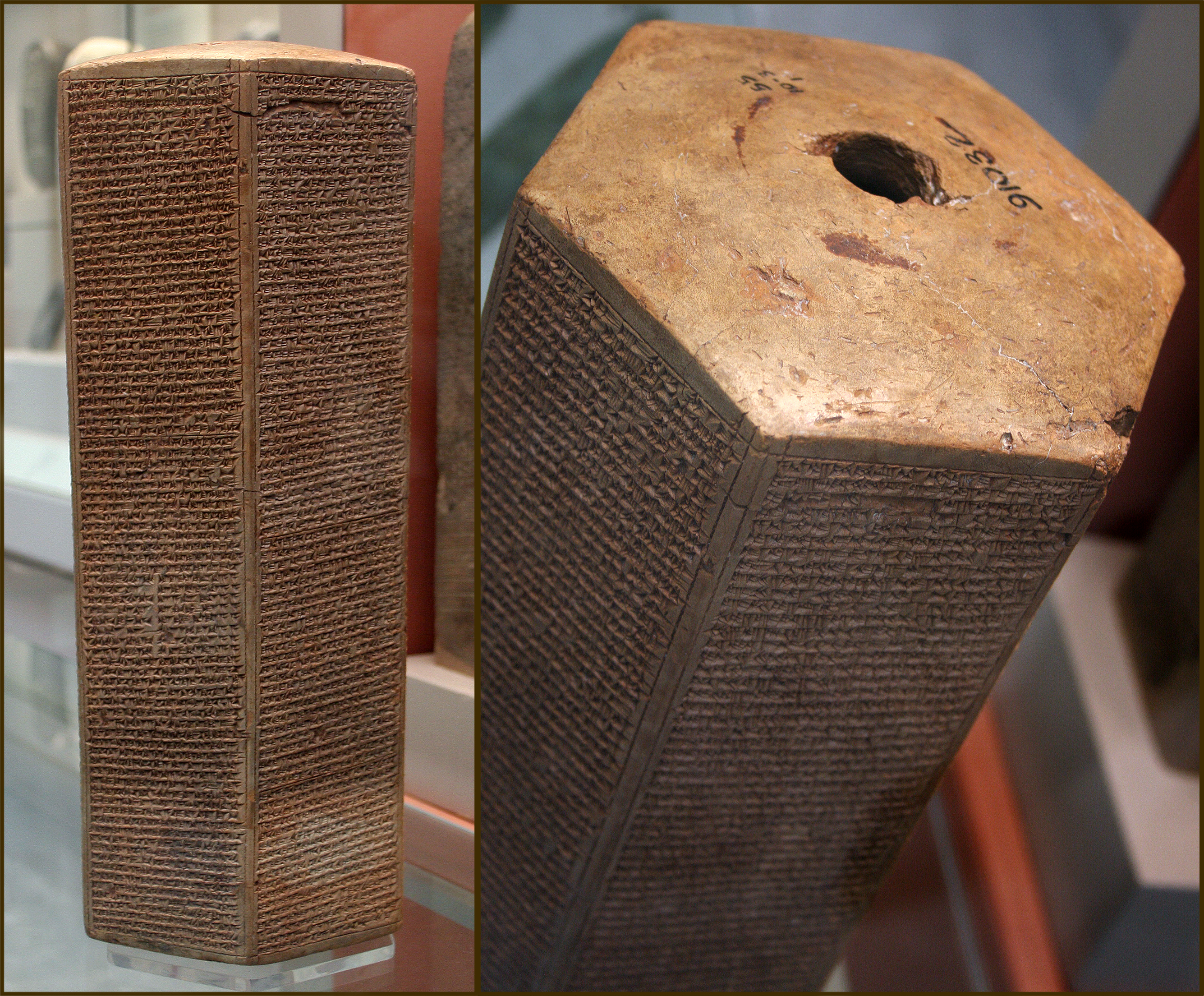
Призма Тейлора

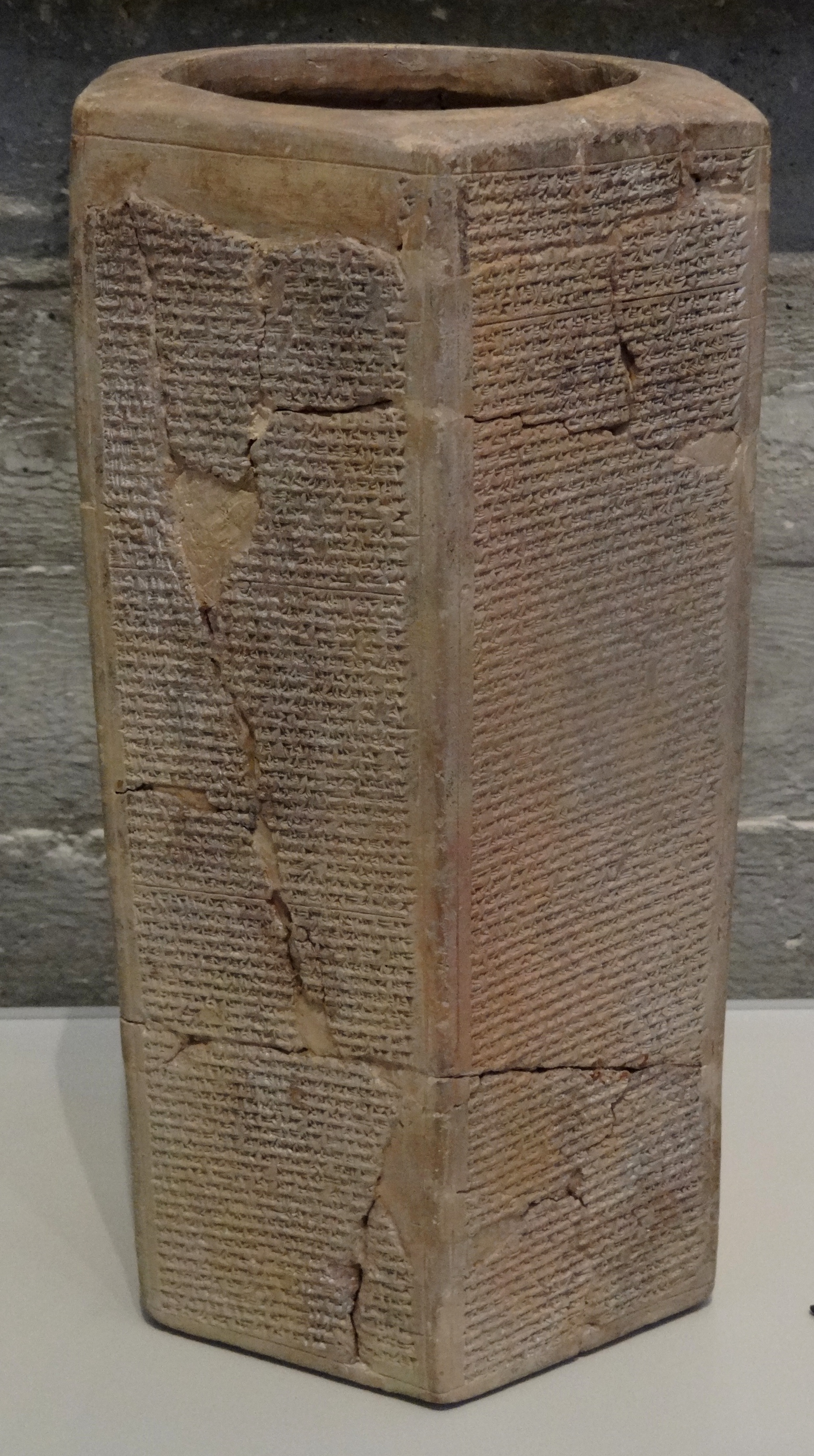
Призма Синаххериба в Израильском музее

Призма Синаххериба (Анналы Синнаххериба) — шестигранная глиняная призма с аккадской клинописной надписью о правлении ассирийского царя Синаххериба. Всего найдено три экземпляра с почти совпадающими размерами и текстами. Высота призм — 38 см, ширина — 14 см. Все созданы во время правления Синаххериба. Датируются 689—691 годами до н. э.
Текст на шести сторонах призмы повествует о походах Синаххериба, в частности, о походе на Иудею и соседние царства. Анналы Синаххериба являются вне-библейским подтверждением рассказов Священного писания об осаде Иерусалима во времена царя Иудеи Езекии.
Первый из найденных экземпляров призмы — Призма Тэйлора — была найдена английским полковником Тейлором в 1830 году среди руин Ниневии, столицы Ассирии. Призма была найдена ещё до расшифровки аккадской клинописи и послужила одним из первых предметов изучения ассириологии.
В настоящее время призма Тэйлора находится в Британском Музее в Лондоне, два других экземпляра хранятся в музее Чикагского университета и в Израильском музее.